# Русь. Эпоха объединения
«Русь. Эпо́ха объедине́ния» — ежегодный этноисторический фестиваль в России, проходящий в окрестностях села Старый Буян в Красноярском районе Самарской области, посвященный битве между Темуром и Тохтамышем летом 1391 года.

## История
В конце XIV века власть в Золотой Орде при поддержке самаркандского эмира Тамерлана захватил молодой хан Тохтамыш. Ему удалось разрешить внутренние проблемы в государстве, после чего он вернулся к активной внешней политике. Стремясь восстановить прежнее влияние Орды он захватил Москву, вновь вынудив Московское княжество платить дань. Однако на южном направлении ему противостоял его недавний покровитель Тамерлан. В 1385 году походом на Кавказ началась война между ними. Несколько лет война длилась без особых успехов для той или иной стороны, пока в начале 1391 года Тамерлан не вторгся на территорию Орды. Тохтамыш не ожидал нападения, поэтому решил сначала измотать противника и начал отступление, но в середине июня его армия оказалась прижата к Волге.
18 июня 1391 года состоялось сражение. Численность сражавшихся войск точно не определена, но по современным оценкам она составляет от 200 до 400 тысяч человек, что делает битву одной из крупнейших в Средневековье на территории России. Неизвестно и точное место битвы. Предположительно это долина у реки Кондурча, однако длина реки составляет более 300 км. Часть историков полагает, что битва состоялась на левобережье Кондурчи в междуречье рек Сок и Кондурча, некоторые самарские краеведы относят её к территории современного Сергиевского района Самарской области, другие — к окрестностям села Кошки, третьи — к окрестностям села Старый Буян Красноярского района. Однако археологические исследования во всех местах пока безрезультатны.
Сражение завершилось полным разгромом войск Золотой Орды и бегством Тохтамыша за Волгу, а затем в Литву.

## История фестиваля
Первый фестиваль «Битва Тимура и Тохтамыша» прошёл в 2003 году. Местом проведения фестиваля выбрали одно из возможных мест битвы — окрестности села Старый Буян в Красноярском районе Самарской области. Мероприятие зародилось как общественная инициатива, его организацией занимались Самарский областной историко-краеведческий музей им. П. В. Алабина, администрация муниципального района Красноярский Самарской области, министерство культуры и молодежной политики Самарской области, департамент развития туризма Самарской области. К первому фестивалю в 2003 году отделом археологии музея имени Алабина в музее истории Красноярского района была открыта выставка «Тимур, Тохтамыш и Золотая Орда», в 2005 году выставка «Битва 1391 г. на реке Кондурче» была вывезена непосредственно на фестивальную поляну, где десятки археологических находок экспонировались в шатре под открытым небом, её посетило несколько тысяч зрителей. Однако после 2008 года в проведении мероприятия возник перерыв.
Через пару лет на том же месте прошел первый фестиваль исторической реконструкции «Ратное дело» также ставший ежегодным. Этот фестиваль не был привязан к конкретным историческим событиям, тема мероприятия менялась каждый год, хотя и оставалась связанной с эпохой Средневековья, так что в реконструкциях, помимо ордынских, появлялись также русские, и западноевропейские воины. В 2014 году состоялся последний фестиваль на площадке у Старого Буяна, в 2015 году он не проводился вовсе, а с 2016 года проходит на новой площадке в Кинель-Черкасском районе Самарской области.
В 2017 году посвященный исторической битве фестиваль у Старого Буяна был возрождён под новым названием: «Русь. Эпоха объединения». Сражение Тимура и Тохтамыша 1391 года было определено в качестве значимого исторического события, способного прилечь туристов. Было решено привлечь внимание к тому обстоятельству, что история Самарского региона началась не с момента освоения Поволжья русскими, а важные исторические события проходили здесь и веками ранее. Губернатор области Д. Азаров заявил, что рассчитывает на то, что «фестиваль станет одним из центров событийного туризма на территории Самарской области». В то же время, некоторые считают, что хотя битва и является одним из наиболее важных исторических событий на территории области, не ясно, что в битве было хорошего, и что с ее помощью можно пропагандировать.

## Фестиваль
Начинаясь с простой реконструкции эпизодов битвы Тимура и Тохтамыша мероприятие с годами перешло в формат фестиваля. Организаторами мероприятия выступают районная администрация, Самарское отделение РГО, министерство культуры Самарской области, Дом Дружбы народов Самарской области. Основной идеей фестиваля организаторы называют называют призыв к объединению народов, которые живут в России.
С 2019 года фестиваль стал международным, в мероприятиях приняли участие делегации из Казахстана и Узбекистана, узбекские профессиональные актёры играли роли Тимура, Тохтамыша и их приближенных.
Главным событием дня является реконструкция нескольких эпизодов битвы Тимура и Тохтамыша. Хотя в целом организаторы стараются придерживаться исторических фактов, реконструкция имеет характер преимущественно театрализованного представления, имеет много вымышленных эпизодов, сценаристы придумывают различные сцены битвы, не имеющие документального подтверждения. Это позволяет не копировать постановку из года в год, а привносить в неё новые элементы.
Реконструкция продолжает оставаться центральным событием мероприятия, но помимо нее на фестивале проводятся мастер-классы и показательные поединки по русскому рукопашному бою, джигитовке. Организуется концерт с участием народных коллективов. Проводится реконструкция сцен жизни и быта различным народов, населявших территорию Самарской области. Работают выставки-ярмарки изделий народных ремесел и промыслов, мастер-классы у гончара, кузнеца, по лозоплетению, лепке из воска, резьбе по дереву, валянию. Также проходит выставка-ярмарка блюд национальный кухни народов, традиционно проживающих на территории Самарской области. Работают различные интерактивные площадки: катание на лошадях, стрельба из лука, тир, владение казачьей шашкой и прочее. В 2019 году в рамках дискуссионного клуба выступали самарские краеведы, ученые и писатели.
Ежегодно фестиваль посещает более 10 000 человек.
В 2020 году в связи с пандемией COVID-19 фестиваль прошел без зрителей в формате съемок для онлайн-версии события. В 2021 году фестиваль перенесли с июля на сентябрь «из-за эпидемиологической обстановки»